# Die Mitte Kanton Solothurn
Die Mitte Kanton Solothurn, bis Ende 2021 Christlichdemokratische Volkspartei des Kantons Solothurn (CVP Kanton Solothurn), ist eine politische Partei im Kanton Solothurn. Sie ist eine Kantonalpartei der Partei Die Mitte bzw. vormals der  Christlichdemokratischen Volkspartei der Schweiz.

## Geschichte
Kurz nach dem Balsthaler Tag von 1830, einem liberalen Volksaufstand gegen die aristokratische Alleinherrschaft, der im Kanton in der Folge zur ersten demokratischen Verfassung führte, konstituierte sich auch eine konservative Oppositionspartei. Sie befürwortete die neue Verfassung, berief sich aber im Gegensatz zu den Liberalen auf traditionelle römisch-katholische Werte und vertrat weniger das städtische Bürgertum als einen relativ grossen Teil der ländlich-bäuerlichen Bevölkerung.
1836 gründeten die Solothurner Konservativen ihr erstes Presseorgan, die „Schildwache am Jura“, die prononciert die katholischen Positionen vertrat. Und 1840 lancierten die beiden konservativen Führer Leonz Gugger und Theodor Scherer eine Petition, welche ein Volksveto gegen Beschlüsse des damaligen, liberal dominierten Solothurner Kantonsparlamentes forderte. Die Kantonsverfassung war damals noch rein repräsentativ, es gab noch keine Volksrechte. Das Volksveto wurde dann bei der auch ohnedies anstehenden Verfassungsabstimmung verworfen. Die Konservativen blieben allerdings zwecks Vertretung der ländlichen Bevölkerung auch in der Folgezeit stets eine direkt-demokratische Bewegung. Die Volksrechte setzten sich schliesslich, nach Abspaltung der ebenfalls direkt-demokratisch orientierten radikalen Liberalen von den sog. Altliberalen, im Verlauf der folgenden Jahrzehnte durch.
Der erste konservative Regierungsrat, Franz Josef Hänggi, verdankte seine Wahl 1887 dem vorangegangenen Ereignis des Bankkrachs, der den Liberalen viele Sympathien in der Bevölkerung gekostet hatte.
Ab 1902 nannten sich die Solothurner Konservativen «Solothurnische Volkspartei», ab 1972 wie die schweizerische Mutterpartei CVP. Auch fand hier wie schweizweit die Öffnung der Partei gegenüber den anderen Konfessionen statt.
Bei einer Urabstimmung unter allen Sympathisanten im Sommer 2021 sprachen sich 77 Prozent für einen Namenswechsel zu Die Mitte Kanton Solothurn aus. Die Delegiertenversammlung der CVP Kanton Solothurn beschloss daraufhin per 1. Januar 2022 analog der Mutterpartei einen Namenswechsel.

## Gegenwart
Die CVP Solothurn besetzte seit Franz Josef Hänggi stets einen oder zwei der fünf Regierungsrats-Sitze. Aktuell ist sie mit Sandra Kolly-Altermatt im Regierungsrat, Pirmin Bischof im Ständerat und Stefan Müller-Altermatt im Nationalrat vertreten. Die Kantonsrats-Fraktion hat sich im Laufe der letzten Jahrzehnte wie bei den anderen historisch etablierten Parteien FDP Kanton Solothurn und SP mit dem Auftreten neuer Kräfte, vor allem der SVP, proportional gesehen etwas verkleinert. Die Mitte Kanton Solothurn verfügt seit März 2021 über 20 Sitze im 100-köpfigen Kantonsrat (Solothurn).